# Fransk-kanadensare

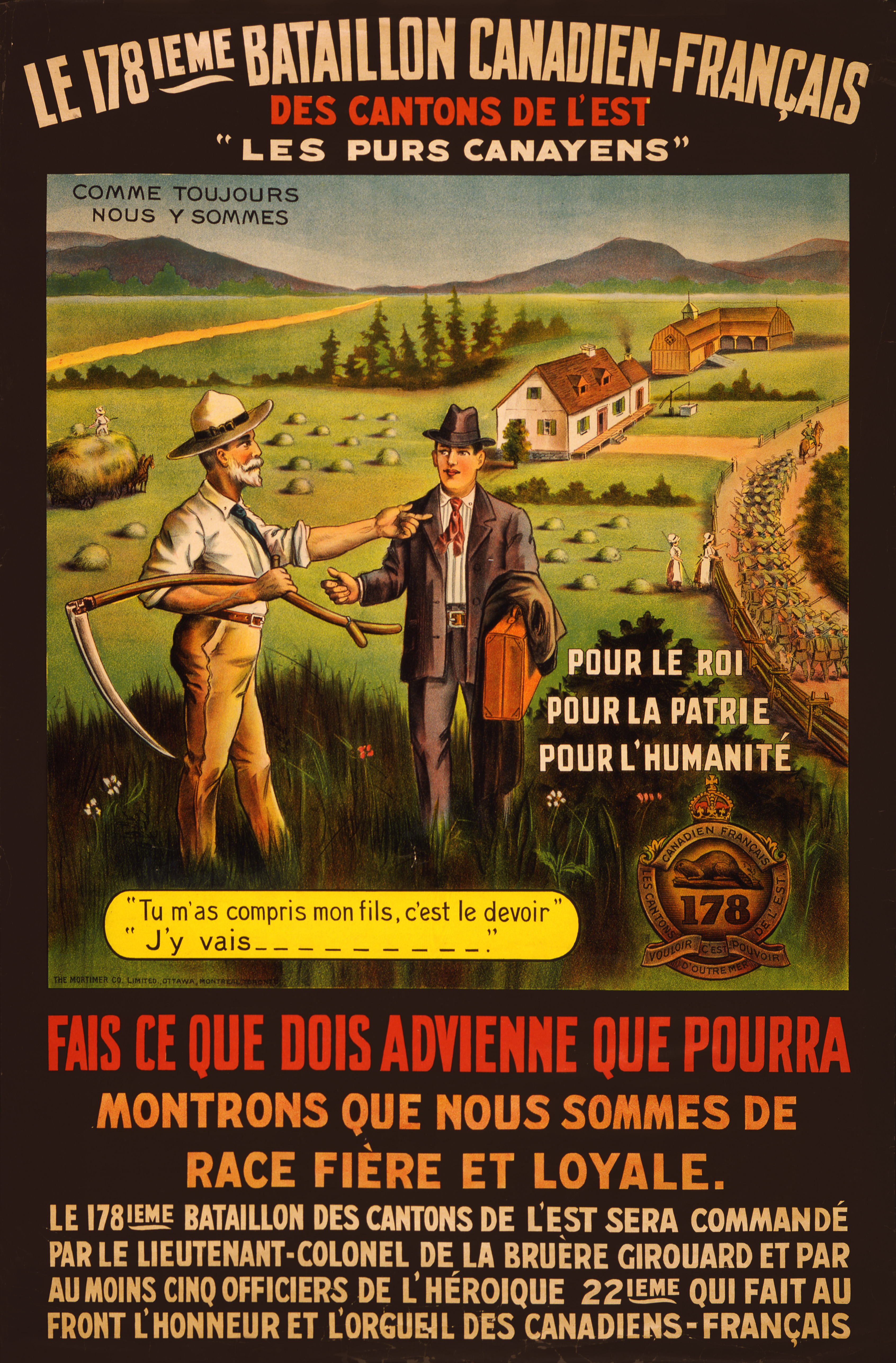
Rekryteringsaffich från 1915 riktad mot fransk-kanadensare.

Fransk-kanadensare (engelska: French Canadians, Franco-Canadians eller Canadiens; franska Canadien(ne)s français(es)) är en etnisk grupp som härstammar från franska kolonister som bosatte sig i Kanada från 1600-talet och framåt. Idag utgör fransk-kanadensare den största delen av de fransktalande i Kanada, och står för 19% av landets befolkning. I 2011 års folkräkning uppgav 5 077 215 människor i Kanada att de hade franskt påbrå, och det uppskattas att det finns drygt 10 000 000 kanadensare som talar franska som förstaspråk.
De är främst bosatta i provinsen Québec.

## Historia
År 1604 blev några franska bosättare de första européerna som permanent slog sig ned i Kanada. Efter motgångar den första vintern på Saint Croixön slog de sig ned i Port-Royal (dagens Annapolis Valley) i Nova Scotia, men övergav även denna bosättning 1608 för att istället grunda det som skulle komma att bli staden Québec. Fransmännen kallade sina kolonier i Nordamerika, förutom dagens Kanada även Louisiana i USA, för Nya Frankrike. 
De ättlingar till tidiga bosättare som idag lever i dagens New Brunswick, Nova Scotia och Prince Edward Island (den franska kolonin Akadien) härstammar från en senare generation bosättare. Cajunerna, en etnisk grupp som lever i delstaten Louisiana i USA, härstammar från fransk-kanadensare som av britterna utvisades från Akadien under sjuårskriget (1754–1763), då de vägrade svära trohetsed till den brittiska tronen. 
Brittiska kolonier i Nordamerika etablerades längs med USA:s östkust och kring Hudson Bay i norra Kanada. De franska och brittiska kolonierna växte och mellan 1689 och 1763 pågick en kamp mellan länderna om kontrollen över Nordamerika, en kamp som intensifierades av krigen i Europa mellan de båda stormakterna. Frankrike förlorade steg för steg sina territorier till britterna: först Nova Scotia genom fördraget i Utrecht 1713 och sedan återstoden av sina nordamerikanska besittningar genom fördraget i Paris 1763.